# Rudolf Hennig (Politiker)

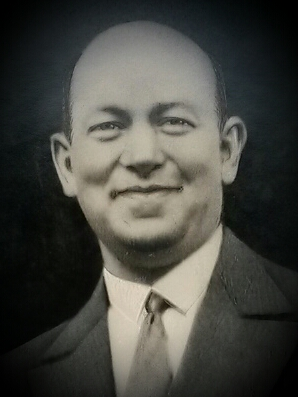
Rudolf Hennig 1928

Rudolf Hennig (* 11. März 1895 in Danzig; † 11. Oktober 1944 im KZ Sachsenhausen) war ein deutscher Politiker (KPD).

## Leben
In Danzig geboren, wuchs Hennig in Düsseldorf auf. Er wurde Zimmermann und 1921 Vorsitzender des örtlichen Zentralverbandes der Zimmerer.
1920 trat er der Kommunistischen Partei Deutschlands (KPD) bei. Er war zunächst als Instrukteur im Unterbezirk Düsseldorf tätig. Später vertrat er seine Partei im Düsseldorfer Stadtrat. Hennig wurde 1926 in den Rheinischen Provinziallandtag gewählt und war von 1930 bis 1933 für Düsseldorfer Wahlkreise Abgeordneter des Reichstags. Er folgte Fritz Fränken in der Funktion des Sekretärs des Unterbezirks Siegen, der die Kreise Siegen und Altenkirchen und Teile der Nachbarkreise umfasste. Bis 1933 war er Organisationssekretär des Bezirks Niederrhein.
Nach der Machtübergabe an die NSDAP und ihre Verbündeten wurde Hennig im Juni 1933 festgenommen und inhaftiert. Am 26. März 1934 wurde er wegen „Vorbereitung zum Hochverrat“ vom Volksgerichtshof in Berlin zu einer zweijährigen Haftstrafe verurteilt, die er im Strafgefängnis Plötzensee und in Wuppertal-Elberfeld verbüßte. Unmittelbar nach dem Ende seiner Gefängnisstrafe wurde er in „Schutzhaft“ genommen und in das Konzentrationslager Esterwegen gebracht. 1937 wurde er ins KZ Sachsenhausen überführt, wo er am 11. Oktober 1944 zusammen mit 26 weiteren Häftlingen, darunter die früheren Reichstagsabgeordneten Ernst Schneller und Mathias Thesen, erschossen wurde. Gegenüber Hennigs Ehefrau begründete die Kommandantur von Sachsenhausen am 24. November 1944 die Erschießung mit „versuchter Meuterei und Aufwiegelung“.

## Ehrungen

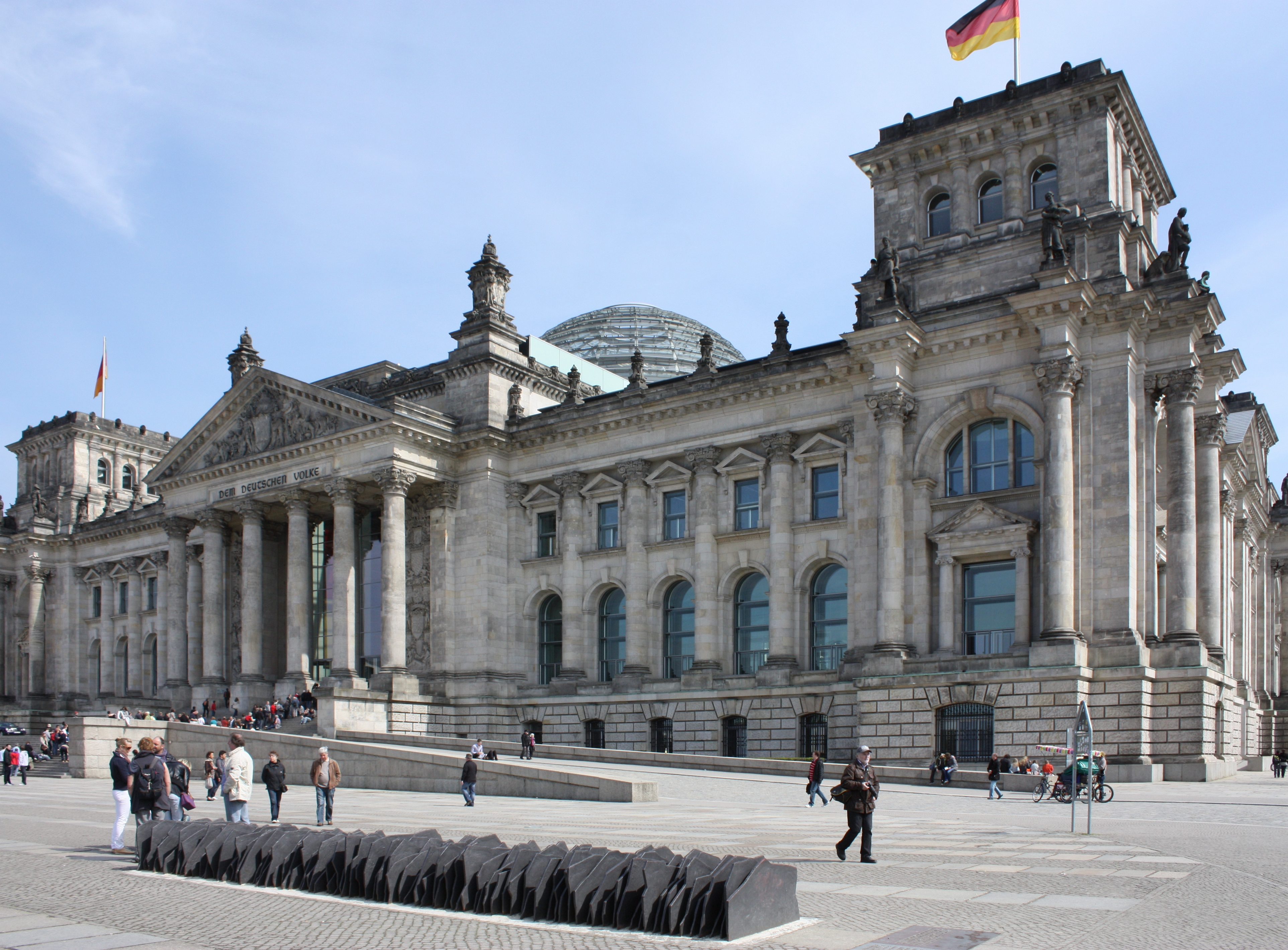
Gedenktafeln am Reichstag

In der DDR war eine Schule nach Rudolf Hennig benannt. Seit 1992 erinnert in Berlin in der Nähe des Reichstags eine der 96 Gedenktafeln für von den Nationalsozialisten ermordete Reichstagsabgeordnete an Hennig. Außerdem wurde im Juni 2004 in Düsseldorf ein von dem Kölner Künstler Gunter Demnig gestalteter Stolperstein in der Fischerstraße 21 gesetzt.